# Kurt Stössel
Kurt Stössel (* 26. Dezember 1907 in Hamburg; † 15. Mai 1978) war ein deutscher Fußballspieler.

## Karriere

### Vereine
Stössel gehörte von 1925 bis 1928 dem FC Union von 1903 Altona an, für den er im Norddeutschen Fußball-Verband im Elbekreis der Bezirksliga Groß-Hamburg spielte und dreimal den zweiten Platz mit der Mannschaft belegte.
Nach seinem Umzug nach Dresden spielte er als Mittelfeldspieler zunächst von 1928 bis 1933 in der Gauliga Ostsachsen, von 1933 bis 1935 in der Gauliga Sachsen, in einer von 16 Gauligen als höchste deutsche Spielklasse im Deutschen Reich. Während seiner Vereinszugehörigkeit errang er mit dem Verein sieben Titel. Aufgrund dessen war er mit der Mannschaft als Teilnehmer an der Endrunde um die Deutsche Meisterschaft qualifiziert, in der er in insgesamt 14 Spielen ein Tor erzielte. Am 15. Juni 1930 verlor er mit seiner Mannschaft das Halbfinale gegen Holstein Kiel mit 0:2, am 17. Mai 1931 das Viertelfinale mit 3:4 ebenfalls gegen Holstein Kiel.
Zu diesem Verein wechselte er nach dem Ende seines Studiums in Dresden aus beruflichen Gründen mit Saisonbeginn 1935/36 in die Gauliga Nordmark, in der er am Saisonende 1939/40 seine aktive Fußballer-Karriere beendete.

### Nationalmannschaft
Am 26. April 1931 kam er zu seinem einzigen Länderspieleinsatz für die A-Nationalmannschaft, die in Amsterdam gegen die Nationalmannschaft der Niederlande ein 1:1-Unentschieden erzielte.

## Erfolge
- Meister der Gauliga Sachsen 1934
- Mitteldeutscher Meister 1929, 1930, 1931, 1935
- Mitteldeutscher Pokalsieger 1928, 1933

## Sonstiges
Während seiner Vereinszugehörigkeit zum Dresdner SC absolvierte er parallel ein Studium zum Ingenieur. Zum 1. Mai 1933 trat er der NSDAP bei (Mitgliedsnummer 2.380.402).